# Unión de Reyes
Unión de Reyes är en ort i Kuba.   Den ligger i provinsen Matanzas, i den västra delen av landet, 90 km öster om huvudstaden Havanna. Unión de Reyes ligger 57 meter över havet och antalet invånare är 33 646.
Terrängen runt Unión de Reyes är platt. Runt Unión de Reyes är det ganska tätbefolkat, med 78 invånare per kvadratkilometer. Unión de Reyes är det största samhället i trakten. Trakten runt Unión de Reyes består till största delen av jordbruksmark.